# ジョン・テンタ
ジョン・テンタ（John Anthony Tenta、1963年6月22日 - 2006年6月7日）は、カナダのブリティッシュコロンビア州サレー出身の元プロレスラー、元大相撲力士。
プロレスラーとしてはアースクエイク、ジョン・テンタ、ビッグ・ジョン・テンタなどのリングネームで活躍した。力士時代の四股名は琴天山 俊光・琴天太 俊克などで佐渡ヶ嶽部屋に所属し、最高位は東幕下43枚目。

## 来歴

### 力士時代
元レスリングのカナダジュニアチャンピオンという肩書きを持ち、佐渡ヶ嶽のスカウトを受け、1985年にルイジアナ州立大学を中退。10月に来日して佐渡ヶ嶽部屋に入門。琴天太（後に琴天山）の四股名で1985年11月場所にて初土俵。以降、序ノ口、序二段、三段目でいずれも7戦全勝で優勝し、21連勝を達成（前相撲を含めると24連勝）。1986年7月場所には東幕下43枚目に昇進するも、場所前の6月27日に愛知県一宮市の宿舎を無断で飛び出して東京に戻った。7月1日に佐渡ヶ嶽が東京都内で琴天山と会い、戻るよう説得したが、琴天山の意志は固く、結局廃業することとなった。
琴天山は来日の2か月後には早くも「やめたい」と申し出ていて、慰留を受けて思いとどまっていたが、言葉の障害や共同生活になじめないこと、食事が合わないなど、相撲生活に嫌気がさしていた。1986年1月場所後には日本人の恋人ができたが、共同生活では自由に会うこともできず、「自由のない社会はいやだ」ともらすようになっていた。幕下に昇進して強い相手との稽古が多くなり以前より勝てなくなったこと、足にけがをしたことから将来に不安を感じていた。琴天山は「来日前、相撲界の古い習慣、しきたりはあまり聞かなかった」「私も相撲を知らなかったし、親方も外国人を知らなかった」と語った。
佐渡ヶ嶽は琴天山の才能に免じて我儘を許すように部屋の衆に言い聞かせていたが、脇の甘い育て方が裏目に出た結果となった。失踪に同行した通訳との女性とは恋愛関係であり、横綱審議委員の山内昌之は「特別扱いは認められず、愛を取った」と語っている。一方ロバート・ホワイティングの著書によると、怪我をした時の保障に関して親方から捗々しい回答を得られなかったことが廃業の決め手となったという。廃業後に本人が週刊誌上で、当時部屋の関取だった琴ヶ梅からはあまり良い扱いを受けていなかったことを明かしている。
なお、来日以前に左の二の腕にトラのタトゥー（トラはルイジアナ州立大学のスポーツチームのシンボル）を入れており、取組時にはそれを覆い隠す形でテーピングを巻いていた。2019年2月に力士（競技者）規定の一部が改正となり、入れ墨の禁止が明文化された。
ちなみに、琴天山の廃業後から30年後の2015年3月場所には、2人目のカナダ出身力士となる誉錦が錦戸部屋に入門し、西三段目46枚目まで昇進するが、相撲界に馴染めなかった上に肩を故障したこともあり、1年後の2016年7月場所をもって引退している。

### プロレス転向後
相撲廃業後すぐにプロレス入りが噂され、1986年7月4日の新日本プロレス、翌5日の全日本プロレスの興行に連日来場。新日本のワールドプロレスリング中継では、アントニオ猪木と握手する姿が生放送されるなど歓迎ムードであったのに対し、全日本に来場した際はジャイアント馬場との接触もなく、あっさりしたものであったという。しかし、7月10日に全日本がテンタの入団を発表。この経緯には様々な説があるが、プロレスマスコミは「両団体が天秤にかけられるとはプロレスもなめられたものだ」という旨の皮肉をこめた記事を書いている。
テンタのプロレス界入りを受け、相撲界に迷惑をかけて脱走して廃業したテンタが両国国技館で大手を振っては力士の教育に悪いという観点から、日本相撲協会は1986年年11月より全日本の両国国技館使用禁止を通達。1986年10月21日を最後に2004年7月18日まで全日本は両国国技館大会をおこなうことはなかった。両国国技館使用禁止は、同年4月に輪島大士がプロレス入りをしたのも大きい。
デビュー戦は1987年5月1日、ジャイアント馬場とタッグを組んで、ラッシャー木村&鶴見五郎と対戦した。このデビュー戦のリングコスチュームとシューズは天龍源一郎からプレゼントされた。同年9月には地元ブリティッシュコロンビア州のバンクーバーでUWAヘビー級王座を、11月には同カナディアン・ヘビー級王座を獲得している。
全日本在籍時の1987年には｢世界最強タッグ決定リーグ戦｣にも参加。テンタのパートナーはアメリカでの実績が豊富なザ・グレート・カブキが務めた。この時期、全日本に参戦していたブルーザー・ブロディはテンタと対戦した際、テンタが持つアマレス仕込みの基礎と相撲で培った瞬発力を見抜き、週刊プロレスの記者に｢いい選手が入ったな。俺とアイツのシングルマッチで客が呼べる日も近いぜ｣と漏らし、テンタのプロレスラーとしての素質を高く評価していた。
1989年よりWWFに参戦し、当初はカナディアン・アースクエイク、後にアースクエイク（Earthquake）のリングネームでヒールとして活躍。マネージャーにジミー・ハート、パートナーにはディノ・ブラボーを迎え、ハルク・ホーガンやアルティメット・ウォリアーと抗争した。1991年からはタイフーンと「ナチュラル・ディザスターズ」なる超大型タッグチームを結成、リージョン・オブ・ドゥームとも激闘を展開した。なお、WWFへの参戦に関しては、WWFからのオファーに際して、馬場に許可を得なければと躊躇するテンタに対して、相談を受けたカブキは馬場が許可を出すわけがないと考え「これは大きなチャンスだから、絶対に行くべきだよ」とWWF参戦を後押しする。
1991年には当時WWFと提携していたSWSにも参戦。その際に北尾光司と対戦するが、4月1日の2度目のシングル戦が後に語られる不穏試合となった。試合内容は北尾が開始当初から組み合わずに危険行為を繰り返し、何とかテンタはプロレスをしようとするも中盤からヒートアップ。逆に北尾を投げ飛ばすなど押す展開となる。結果としてテンタに手出しできない北尾が試合中にレフェリーを蹴り反則負けを宣せられた。敗北後、リングを降り手にしたマイクで北尾は「八百長野郎この野郎!八百長ばっかりやりやがって!!」と発言。さらに観客に向かって「お前ら、こんなもの観て面白いのか!」と叫ぶなど非常に後味の悪い結果となった。また控室にいた船木誠勝と谷津嘉章によると、怒りが収まらない北尾はその後現場管理をしていたSWS社長夫人に向かって暴言を吐き、さらに椅子を投げ付けたと後日証言をしている。北尾とは1994年に再戦するが、互いが終始いきり立つ展開で呆気ない幕切れとなってしまい、結局後味の悪さは払拭できなかった。なお、この一連の北尾戦で「日本の元横綱がテンタにシュートを仕掛けてきたが返り討ちにした」という噂がアメリカのレスラーたちの間で広まり、一目置かれるようになったという。
1992年からはベビーフェイスに転向し、7月にタイフーンとのコンビでテッド・デビアスとIRSのマネー・インコーポレーテッドからWWF世界タッグ王座を奪取した。その後はヨコズナとの相撲マッチなども行うが、1993年にWWFを離脱する。
1994年からはWCWにジ・アバランシュ（The Avalanche）として参戦。ケビン・サリバンのダンジョン・オブ・ドゥームに加入し、前年にWCWに移籍していたハルク・ホーガンとの抗争を再開する。WCWではザ・シャーク（The Shark）とも名乗り、後に本名のジョン・テンタ名義で1997年上期まで在籍するが、WWF時代ほど活躍の機会には恵まれなかった。
その間、1990年代中頃から後期にかけて、日本ではWAR、新日本プロレス、UWFインターナショナルなどに参戦している。
1998年からは再度WWFに登場。マスクを被り覆面レスラーのゴルガ（Golga）に変身し、クルガンやジャイアント・シルバとの怪物軍団「ヒューマン・オディティーズ」で活躍するも、1999年に解雇される。その後はヨーロッパで活動するが、セミリタイア状態となりフロリダ州サンフォードでプロレスリング・スクールを運営していた。
2001年4月、WWFのレッスルマニアX-Sevenで行われたギミック・バトルロイヤルにアースクエイクとして出場。2002年からは新体制になった全日本プロレスに登場。主に天龍源一郎とのタッグで活躍したが、2004年に体調不良を機に現役を引退。
2006年6月7日、フロリダにて膀胱癌のため42歳で死去。2025年、タイフーンとのナチュラル・ディザスターズとしてWWE殿堂に迎えられた。

## 大相撲での経歴

### 改名歴
- 琴天太 俊克（ことてんた としかつ）1985年11月場所-1986年3月場所
- 琴天山 俊光（ことてんざん としみつ）1986年5月場所-1986年7月場所（廃業）

### 戦歴

#### 各段優勝
- 三段目優勝：1回（1986年5月場所）
- 序二段優勝：1回（1986年3月場所）
- 序ノ口優勝：1回（1986年1月場所）

#### 場所別成績
| | 一月場所 初場所（東京） | 三月場所 春場所（大阪） | 五月場所 夏場所（東京） | 七月場所 名古屋場所（愛知） | 九月場所 秋場所（東京） | 十一月場所 九州場所（福岡） |
| --- | ----------------------- | ----------------------- | ----------------------- | --------------------------- | ----------------------- | --------------------------- |
| 1985年 （昭和60年） | x                       | x                       | x                       | x                           | x                       | （前相撲）                  |
| 1986年 （昭和61年） | 西序ノ口40枚目 優勝 7–0 | 東序二段54枚目 優勝 7–0 | 西三段目53枚目 優勝 7–0 | 東幕下43枚目 引退 –         | x                       | x                           |
| 各欄の数字は、「勝ち-負け-休場」を示す。 優勝 引退 休場 十両 幕下 三賞：敢=敢闘賞、殊=殊勲賞、技=技能賞 その他：★=金星 番付階級：幕内 - 十両 - 幕下 - 三段目 - 序二段 - 序ノ口 幕内序列：横綱 - 大関 - 関脇 - 小結 - 前頭（「#数字」は各位内の序列） |                         |                         |                         |                             |                         |                             |

## プロレスでの経歴

### 獲得タイトル
NWAオールスター・レスリング
- NWAカナディアン・ヘビー級王座（バンクーバー版）：1回
- UWAヘビー級王座（バンクーバー版）：2回

SWS
- SWSタッグ王座：1回（w / タイフーン）[10]

WWF / WWE
- WWF世界タッグ王座：1回（w / タイフーン）[11]
- WWE殿堂：2025年（w / タイフーン）[9]

東京スポーツ
- プロレス大賞（新人賞）：1987年

### 得意技
ランニング・ヒップ・ドロップ
別名をアースクエイク・スプラッシュとも。メインの決め技。倒れている相手に向かって助走をつけてジャンプし決めるヒップ・ドロップ。走る前に、ジャンプして両足で着地して「ドスン」という大きな音を立てるパフォーマンスを何度かやるのが定番。
ランニング・ボディ・プレス
倒れている相手に向かって助走をつけてジャンプし決めるボディ・プレス。
オクラホマ・スタンピード（アバランシュ・スラム）
立っている相手に対峙した状態から、相手の身体を両腕で抱え込んで持ち上げながら、相手をうつぶせ状態でして担ぎ上げた状態にする。そして、相手を担げ上げている状態のまま正面に倒れ込み、自分の体を浴びせながら相手を背面からマットに叩きつける。